# ديواثلون
ديواثلون هو حدث رياضي يتكون من الركض ثم ركوب الدراجات ثم الركض مجدداً.ينظم اتحاد الترياثلون الرياضة دولياً.